# Hanumanus senilis
Hanumanus senilis is een keversoort uit de familie klopkevers (Ptinidae). De wetenschappelijke naam van de soort werd in 1879 gepubliceerd door Ernst August Hellmuth von Kiesenwetter.